# Matthias Lackas-Stiftung
Die Matthias Lackas-Stiftung finanziert aus dem Vermögen des Stiftungsgründers Matthias Lackas (1905–1968) seit den 1980er Jahren Projekte der Krebsforschung.
Verwalter des Stiftungsvermögens war der 2016 verstorbene letzte Wirtschaftsprüfer des von Lackas initiierten Perlen-Verlags, Siegfried Götz. Die Vergabe von Geldern erfolgt unter dem Rat eines hinzugezogenen Gremiums von Universitätsprofessoren.
Zu den (von der Lackas Stiftung mit-)geförderten Arbeiten gehören unter anderem:
- Controlled and reversible induction of differentiation and activation of adult human hepatocytes by a biphasic culture technique, Autoren: Marcus K.H. Auth, Kim A. Boost, Kerstin Leckel, Wolf-Dietrich Beecken, Tobias Engl, Dietger Jonas, Elsie Oppermann, Philip Hilgard, Bernd H. Markus, Wolf-Otto Bechstein, Roman A. Blaheta[1]
- Mycophenolate mofetil modulates adhesion receptors of the beta1 integrin family on tumor cells: impact on tumor recurrence and malignancy, Autoren: Tobias Engl, Jasmina Makarević, Borna Relja, Iyad Natsheh, Iris Müller, Wolf-Dietrich Beecken, Dietger Jonas und Roman A. Blaheta[2].
- Pattern of Radiation-induced RET and NTRK1 Rearrangements in 191 Post-Chernobyl Papillary Thyroid Carcinomas: Biological, Phenotypic, and Clinical Implications, Autoren: Hartmut M. Rabes, Evgenij P. Demidchik, Juri D. Sidorow, Edmund Lengfelder, Claudia Beimfohr, Dieter Hoelzel and Sabine Klugbauer[3].